# Geenius
Geenius (지니어스 (romanización revisada, Jinieoseu)) es un grupo musical femenino surcoreano bajo HOMe. El grupo consta de seis miembros: Yeyoung, Sion, Mika, Sakura Nakamura, Zoe y Andamiro. Hicieron su debut el 5 de enero de 2024 con el sencillo «Voyage».

## Historia

### Predebut
Sakura Nakamura debutó en 2012 como miembro del grupo ídolo japonés NMB48, que dejó en mayo de 2015 antes de volver a debutar en otros grupos. 

### 2024: Debut con Voyage
El 5 de enero se anunció que harían su debut el 13 de enero con el sencillo digital «Voyage».

## Miembros
- Yeyoung (예영)
- Sion (시온)
- Mika (미카)
- Zoe (조에)
- Andamiro (안다미로)
- Sakura Nakamura (나카무라 사쿠라/中村さくら)

## Discografía

### Sencillos
| Título                                                                             | Año  | Posición más alta en listas | Álbum              |
| Título                                                                             | Año  | KOR Down.                   | Álbum              |
| ---------------------------------------------------------------------------------- | ---- | --------------------------- | ------------------ |
| «Voyage»                                                                           | 2024 | –                           | Sencillo sin álbum |
| «—» denota una grabación que no llegó a las listas o no fue lanzada en esa región. |      |                             |                    |

## Videografía

### Videos musicales
| Título   | Año  | Director(es) | Ref.  |
| -------- | ---- | ------------ | ----- |
| «Voyage» | 2024 |              | [ 3 ] |